# Erik Cardfelt
Erik Cardfelt, född 5 juni 1962, är en grafisk formgivare, kokboksförfattare och vänsterpartisk politiker.
Cardfelt var 1982–1983 ledamot av Värnpliktiga arbetsgruppen, Vpl-AG (nu Värnpliktsrådet) och arbetade efter värnplikten som anställd hos dåvarande VPK:s ungdomsförbund Kommunistisk Ungdom, KU. Mellan 1988 och 1991 var han förbundssekreterare. 
Mellan 1992 och 1994 arbetade Cardfelt som tryckerichef och har efter det arbetat som grafisk formgivare och skribent. Åren 1995–1998 var han knuten till tidningen Norrskensflamman-Information och under två perioder chefredaktör (1995–1996 och 1997). 
Cardfelt har också skrivit böcker på uppdrag för olika ideella organisationer, som till exempel Textil i Afrika för organisationen Afrikagrupperna.
I juni 2003 flyttade han tillsammans med sin sambo, Karin Olsson, till Öland och köpte hotellet Stora Frögården i Stora Frö, som de hösten 2003 gjorde om till vandrarhem knutet till Svenska Turistföreningen, STF. Redan 2004 tilldelades paret utmärkelsen Årets kudde, såsom Sveriges bästa vandrarhem genom en omröstning på STF:s webbplats.
Erik Cardfelt bodde från december 2009 i Halmstad men har senare återvänt till Öland.